# Världscupen i backhoppning 1988/1989
Världscupen i backhoppning 1988/1989 hoppades 3 december 1988-26 mars 1989 och vanns av Jan Boklöv, Sverige före Jens Weissflog, Östtyskland och Dieter Thoma, Västtyskland.

## Deltävlingar
| Datum            | Plats                  | Etta                 | Tvåa                 | Trea               |
| ---------------- | ---------------------- | -------------------- | -------------------- | ------------------ |
| 3 december 1988  | Thunder Bay            | Dieter Thoma         | Risto Laakkonen      | Matti Nykänen      |
| 4 december 1988  | Thunder Bay            | Risto Laakkonen      | Erik Johnsen         | Dieter Thoma       |
| 10 december 1988 | Lake Placid            | Jan Boklöv           | Ernst Vettori        | Pekka Suorsa       |
| 11 december 1988 | Lake Placid            | Vegard Opaas         | Ernst Vettori        | Thomas Klauser     |
| 17 december 1988 | Sapporo                | Matti Nykänen        | Dieter Thoma         | Clas Brede Bråthen |
| 18 december 1988 | Sapporo                | Jan Boklöv           | Ari-Pekka Nikkola    | Matti Nykänen      |
| 30 december 1988 | Oberstdorf             | Dieter Thoma         | Risto Laakkonen      | Matti Nykänen      |
| 1 januari 1989   | Garmisch-Partenkirchen | Matti Nykänen        | Jens Weissflog       | Risto Laakkonen    |
| 4 januari 1989   | Innsbruck              | Jan Boklöv           | Ari-Pekka Nikkola    | Jens Weissflog     |
| 6 januari 1989   | Bischofshofen          | Mike Holland         | Ari-Pekka Nikkola    | Jan Boklöv         |
| 14 januari 1989  | Liberec                | Jon Inge Kjørum      | Pavel Ploc           | Ari-Pekka Nikkola  |
| 15 januari 1989  | Harrachov              | Jan Boklöv           | Risto Laakkonen      | Ladislav Dluhoš    |
| 21 januari 1989  | Oberhof                | Ole Gunnar Fidjestøl | Jens Weissflog       | Ingo Züchner       |
| 22 januari 1989  | Oberhof                | Jens Weissflog       | Ole Gunnar Fidjestøl | Jon Inge Kjørum    |
| 28 januari 1989  | Chamonix               | Jan Boklöv           | Roberto Cecon        | Josef Heumann      |
| 2 mars 1989      | Bærum                  | Inställt             | Inställt             | Inställt           |
| 5 mars 1989      | Oslo                   | Jens Weissflog       | Jon Inge Kjørum      | Kent Johanssen     |
| 8 mars 1989      | Örnsköldsvik           | Jens Weissflog       | Ari-Pekka Nikkola    | Jan Boklöv         |
| 12 mars 1989     | Falun                  | Inställt             | Inställt             | Inställt           |
| 18 mars 1989     | Harrachov              | Inställt             | Inställt             | Inställt           |
| 19 mars 1989     | Harrachov              | Ole Gunnar Fidjestøl | Mike Holland         | Jan Boklöv         |
| 25 mars 1989     | Planica                | Jens Weissflog       | Andreas Felder       | Ari-Pekka Nikkola  |
| 26 mars 1989     | Planica                | Jens Weissflog       | Kent Johanssen       | Andreas Felder     |

## Slutställning (30 bästa)
| Placering | Namn                 | Nationalitet | Poäng |
| --------- | -------------------- | ------------ | ----- |
| 1         | Jan Boklöv           | Sverige      | 247   |
| 2         | Jens Weissflog       | Östtyskland  | 192   |
| 3         | Dieter Thoma         | Västtyskland | 167   |
| 4         | Ole Gunnar Fidjestøl | Norge        | 145   |
| 5         | Ari-Pekka Nikkola    | Finland      | 136   |
| 6         | Jon Inge Kjørum      | Norge        | 133   |
| 7         | Risto Laakkonen      | Finland      | 132   |
| 8         | Ernst Vettori        | Österrike    | 125   |
| 9         | Matti Nykänen        | Finland      | 106   |
| 10        | Josef Heumann        | Västtyskland | 84    |

| Placering | Namn              | Nationalitet    | Poäng |
| --------- | ----------------- | --------------- | ----- |
| 11        | Mike Holland      | USA             | 81    |
| 12        | Ladislav Dluhoš   | Tjeckoslovakien | 79    |
| 13        | Roberto Cecon     | Italien         | 58    |
| 14        | Andreas Felder    | Österrike       | 56    |
| 15        | Vegard Opaas      | Norge           | 55    |
| 16        | Jiří Parma        | Tjeckoslovakien | 54    |
| 17        | Franz Neuländtner | Österrike       | 50    |
| 18        | Jari Puikkonen    | Finland         | 45    |
| 19        | Thomas Klauser    | Västtyskland    | 42    |
| 19        | Pavel Ploc        | Tjeckoslovakien | 42    |

| Placering | Namn               | Nationalitet    | Poäng |
| --------- | ------------------ | --------------- | ----- |
| 21        | Kent Johanssen     | Norge           | 41    |
| 21        | Pekka Suorsa       | Finland         | 41    |
| 23        | Andreas Bauer      | Västtyskland    | 39    |
| 23        | Werner Haim        | Österrike       | 39    |
| 25        | Erik Johnsen       | Norge           | 37    |
| 25        | Martin Švagerko    | Tjeckoslovakien | 37    |
| 27        | Clas Brede Bråthen | Norge           | 36    |
| 28        | Heiko Hunger       | Östtyskland     | 32    |
| 29        | Ingo Züchner       | Östtyskland     | 29    |
| 29        | Jiří Malec         | Tjeckoslovakien | 29    |

## Nationscupen - slutställning
| Pos. | Nation          | Poäng |
| ---- | --------------- | ----- |
| 1.   | Norge           | 473   |
| 2.   | Finland         | 460   |
| 3.   | Österrike       | 348   |
| 4.   | Västtyskland    | 341   |
| 5.   | Tjeckoslovakien | 263   |
| 5.   | Sverige         | 263   |
| 5.   | Östtyskland     | 263   |
| 8.   | Jugoslavien     | 113   |
| 9.   | Italien         | 90    |
| 10.  | USA             | 81    |
| 11.  | Schweiz         | 27    |
| 12.  | Polen           | 22    |
| 13.  | Sovjetunionen   | 20    |
| 14.  | Japan           | 10    |
| 15.  | Kanada          | 9     |
| 16.  | Bulgarien       | 2     |
| 16.  | Frankrike       | 2     |